# Patricia Kennedy Lawford
Patricia Kennedy Lawford (6 mai 1924 - 17 septembre 2006) est une personnalité américaine, membre de la célèbre Famille Kennedy et sœur cadette du président John Fitzgerald Kennedy.

## Biographie
Patricia Helen Kennedy est née à Brookline au Massachusetts, elle est la sixième enfant de Joseph Patrick Kennedy et de Rose Fitzgerald.
Elevée dans les meilleures institutions, elle a une passion pour les voyages et Hollywood. Son père étant producteur pour RKO Pictures, elle souhaite devenir productrice et directrice comme lui, mais étant une femme dans la très conservatrice Amérique des années 1940, son ambition ne se concrétise pas.
Elle rencontre l'acteur britannique Peter Lawford en 1949 et l'épouse le 24 avril 1954 à New York. Le couple s'installe alors à Santa Monica en Californie et a quatre enfants : Christopher (1955-2018), Sydney (née en 1956), Victoria (née en 1958), Robin (née en 1961).
Le mariage n'est pas heureux et le couple finit par divorcer en 1966.
Patricia Kennedy Lawford travaille alors pour la John F. Kennedy Library, le « John F. Kennedy Museum » et elle est cofondatrice du « National Committee for the Literary Art ».
Elle meurt dans son appartement de Manhattan d'une pneumonie à l'âge de 82 ans.

## Source
- (en) Cet article est partiellement ou en totalité issu de l’article de Wikipédia en anglais intitulé « Patricia Kennedy Lawford » (voir la liste des auteurs).